# Arthur Somers-Cocks (6e baron Somers)
Arthur Herbert Tennyson Somers-Cocks, 6e baron Somers, (20 mars 1887 - 14 juillet 1944) est un officier de l'armée britannique qui est le 16e Gouverneur du Victoria, en fonction de 1926 à 1931. Il est longtemps impliqué dans le mouvement scout et est chef scout de l'Empire britannique de 1941 jusqu'à sa mort, succédant à Robert Baden-Powell.

## Jeunesse
Somers est né à Freshwater, sur l'île de Wight, le fils aîné de Herbert Haldane Somers-Cocks et de Blanche Clogstoun. Son parrain est Alfred Tennyson. Le père de Somers est mort quand il avait sept ans. Il succède à un parent éloigné comme baron Somers à l'âge de douze ans. Il fréquente la Charterhouse School avant d'aller au New College d'Oxford. Il est un joueur de cricket doué et joue 17 matchs de première classe. En 1904, alors qu'il est écolier à Charterhouse, il fait 115 contre Westminster, et deux ans plus tard, il fait ses débuts de première classe pour Marylebone Cricket Club (MCC) contre Worcestershire, marquant 0 et 13 . Il avait rarement assez de temps pour jouer au cricket, mais dans les années 1920, il fait 16 autres apparitions de première classe pour le Worcestershire, son score le plus élevé étant de 52 contre Essex en mai 1925. Plus tard, il devient à la fois vice-président du Worcestershire County Cricket Club et, en 1936, président du MCC .

## Carrière militaire
En 1906, Somers rejoint le 1er régiment de Life Guards de l'armée britannique, prenant plus tard congé pour aller au Canada avant de rejoindre son régiment en 1914 au début de la Première Guerre mondiale. Il commande le 6e bataillon du nouveau corps de chars en 1918. Il est blessé deux fois, mentionné dans des dépêches, reçoit la Croix militaire, l'Ordre du service distingué et la Légion d'honneur française.

## Gouverneur de Victoria
Somers est nommé gouverneur de Victoria en 1926, succédant à Lord Stradbroke. Agé de 39 ans, il est l'un des plus jeunes titulaires de la fonction. Il "avait du charme et une gaieté naturelle qui lui ont valu une popularité ... chaleureux et généreux, il avait un réel intérêt pour les gens, ainsi qu'un sens élevé du devoir et du leadership ... un gouverneur astucieux et prospère" . Franc-maçon, il est initié à la « Household Brigade Lodge n°2614 » de la Grande Loge unie d'Angleterre quelque 18 ans avant son arrivée à Victoria et sert comme grand maître de la Grande Loge Unie de Victoria entre 1927 et 1932. Après l'expiration du mandat de John Lawrence Baird comme Gouverneur général d'Australie en octobre 1930, Somers - en tant que gouverneur d'État le plus ancien - est appelé à faire fonction d'administrateur du Commonwealth jusqu'à ce que Isaac Isaacs prenne ses fonctions en janvier 1931.

## Chef scout
En 1929, à ses frais, Somers réunit des adolescents de différents horizons en Australie dans ce qui s'appelait Lord Somers Camp, qui se poursuit encore aujourd'hui. L'idée du camp est basée sur les camps du duc d'York en Angleterre qui ont fonctionné jusqu'au début de la Seconde Guerre mondiale.
De retour en Angleterre, il est nommé commissaire en chef des Boy Scouts en 1932, est chef adjoint du scoutisme de 1935 à 1941 et est désigné par Robert Baden-Powell, le fondateur du mouvement scout, qui avait été chef scout du monde, comme son successeur en tant que chef scout. Il est nommé chef scout de l'Empire britannique en mars 1941, à la mort de Baden-Powell,. Il a sert jusqu'à sa mort en 1944. Il est remplacé par Thomas Corbett (2e baron Rowallan) (en).

## Famille
Somers épouse Daisy Finola Meeking en 1921 et a une fille unique: 
- Elizabeth Violet Virginia Somers Cocks (1922–1986), qui épouse le major Benjamin Alexander Frederick Hervey-Bathurst (1920–1997), deuxième fils de Frederick Edward William Hervey-Bathurst, 5e baronnet.